# Sicyopterus crassus
Sicyopterus crassus är en fiskart som beskrevs av Herre 1927. Sicyopterus crassus ingår i släktet Sicyopterus och familjen smörbultsfiskar. Inga underarter finns listade i Catalogue of Life.